# Yūichirō Saitō
Yūichirō Saitō é um produtor cinematográfico japonês. Como reconhecimento, foi nomeado ao Óscar 2019 na categoria de Melhor Filme de Animação por Mirai no Mirai (2018).